# 蜥鱷屬
蜥鱷屬（學名：Saurosuchus）是種已滅絕主龍類，是副鱷形類迅猛鱷科的一屬。蜥鱷生存於三疊紀晚期的阿根廷。蜥鱷的身長約5到7公尺，是除了法索拉鱷以外的最大型副鱷形類；法索拉鱷的化石、相關研究較少，較不知名。如同其他勞氏鱷目動物，蜥鱷以完全直立的四肢行走。牠可能以埋伏方式攻擊獵物。某些研究人員認為牠們可能以艾雷拉龍或較小的始盜龍等恐龍為食。

## 體徵

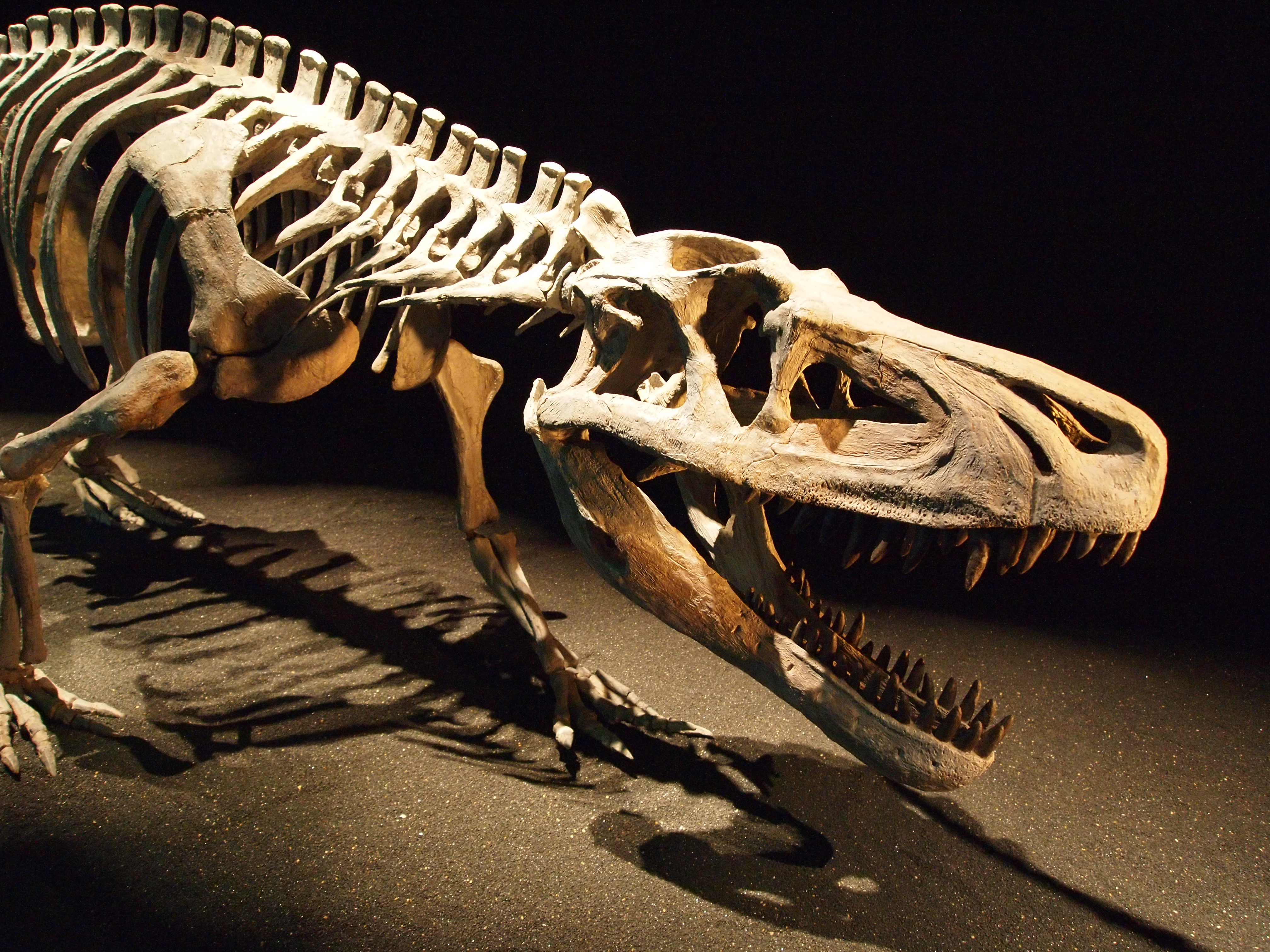
蜥鱷的頭顱骨

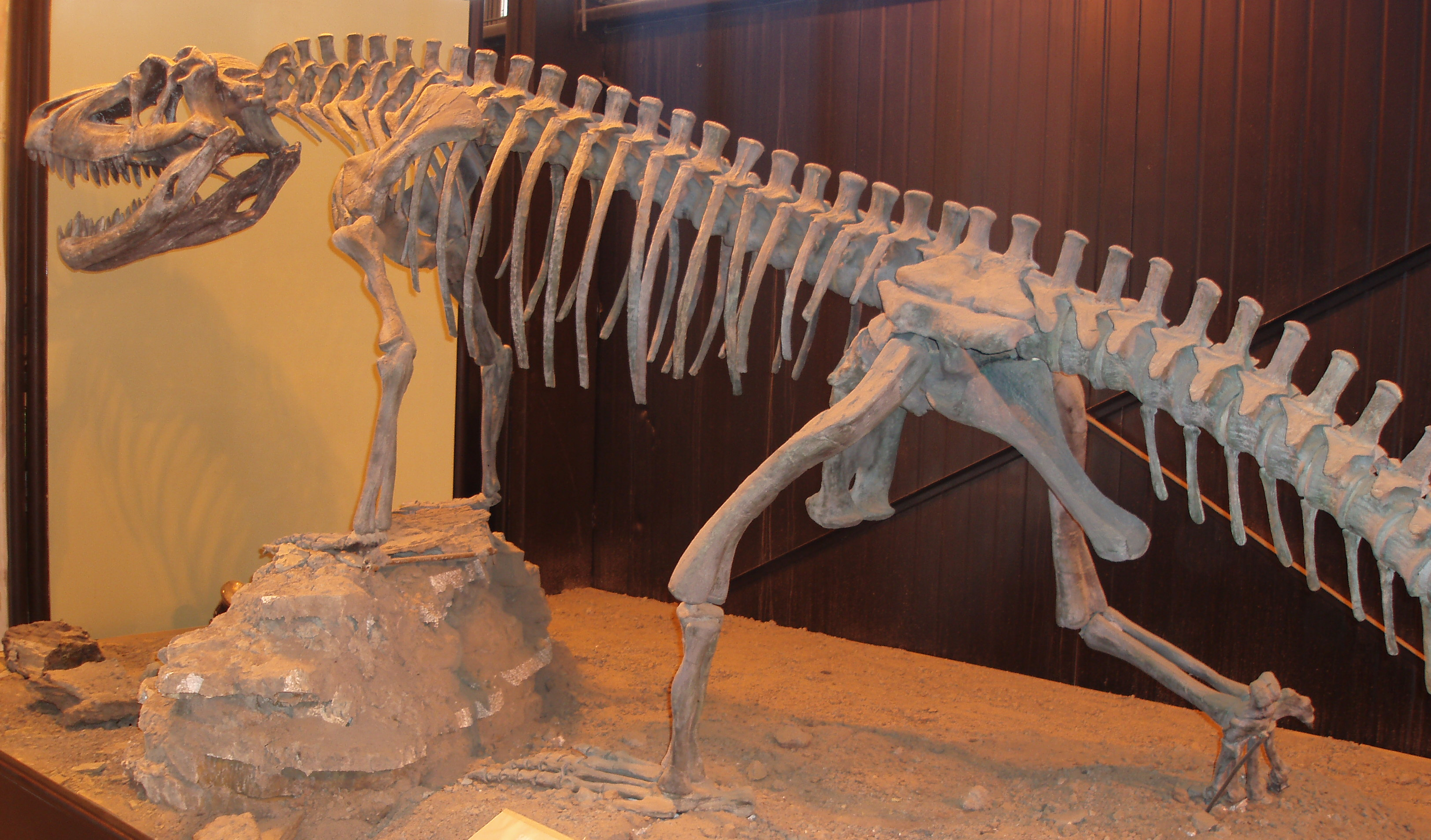
蜥鱷的骨架模型，阿根廷伊斯基瓜拉斯托省立公園

蜥鱷的化石是至少七個部分身體骨骼，都是由古生物學家阿爾弗雷德·羅默在1950年代到1960年代所挖掘出土，被發現於阿根廷的伊斯基瓜拉斯托組（Ischigualasto Formation）地層，相當於三疊紀晚期。正模標本包含：一個完整但擠壓變形的頭顱骨、樹節背錐、背部的鱗甲（皮內成骨）、部分骨盆。除此之外，還發現頸椎、肩胛骨、後肢骨頭、尾椎。模式種是伽利略蜥鱷（S. galilei），是在1959年由奧斯瓦爾多·雷格敘述、命名，是此屬的唯一種；屬名在古希臘文意思為“蜥蜴鱷魚”。在2002年，美國亞利桑那州的欽爾組（Chinle Formation）出土的一些化石，包含頭顱骨碎片、個別的牙齒，當時被認為是屬於蜥鱷的化石。數年後的研究，重新鑑定這些化石，質疑這些北美洲化石是否屬於蜥鱷，而認為應該是副鱷形類的未確定物種。
蜥鱷是體型最大的副鱷形類動物之一，根據目前的不完整化石，研究人員估計蜥鱷的完整身長約5到7公尺。蜥鱷的頭顱骨上下高、左右較扁平。嘴部具有大型的彎曲牙齒，帶有鋸齒狀邊緣。頭顱骨後段較寬，眼睛之前的段落狹窄。上頜、顱頂有多個凹痕、凹處，其他副鱷形類的頭顱骨沒有這個特徵。半水生的植龍目、現代鱷魚的頭顱骨上側也有凹痕、凹處，但凹處較深、稜脊較突出、不規則部位面積較大。頭顱骨上側的額骨，形成較厚的稜脊，位於眼眶上方。如同其他副鱷形類，淚骨延伸出一個小型骨突，位置在眼眶前方；但淚骨小型骨突並沒有接觸到下方的顴骨。頭顱骨後段的上枕骨上側形成一道稜脊，生前應該是強壯頸部韌帶的附著處。蜥鱷的頸椎短而粗壯，形成強健的頸部。蜥鱷的背部中線，排列者多排鱗甲（皮內成骨）。背部中線的兩側各有兩排鱗甲，背部鱗甲呈葉狀，排列緊密。

## 外部連結
- 蜥鱷的頭顱骨化石 （页面存档备份，存于）